# Comité d'experts des Nations unies sur la gestion mondiale de l'information géospatiale
Le Comité d'experts des Nations unies sur la gestion de l'information géospatiale mondiale (UN-GGIM) est l'un des neuf groupes d'experts du Conseil économique et social des Nations unies (ECOSOC) et visant à favoriser le développement mondial de l'information géospatiale.
En 2011, la géographe britannique Vanessa Lawrence a été élue première coprésidente du Comité d'experts des Nations unies sur la gestion mondiale de l'information géospatiale (UN-GGIM),. Elle a occupé ce poste sans interruption pendant quatre ans et a reçu un certificat d'appréciation du secrétaire général adjoint Dr Wu Hongbo.

## Sociétés géospatiales
Les « Sociétés géospatiales de l'UN-GGIM » (UN-GGIM GS), anciennement « Conseil commun des sociétés d'information géospatiale » (JBGIS), est une coalition reconnue par l'UN-GGIM :
- Société IEEE de géosciences et de télédétection
- Association internationale de géodésie
- Association cartographique internationale
- Fédération internationale des géomètres
- Union géographique internationale
- Association internationale de l'industrie cartographique
- Société internationale pour la Terre numérique
- Société internationale de photogrammétrie et de télédétection

Outre les membres à part entière ci-dessus, il y a les membres observateurs suivants de l'UN-GGIM GS :
- Organisation hydrographique internationale
- Association des systèmes d'information urbains et régionaux

## Members
- Vanessa Lawrence, Géographe britannique et premier coprésident du Comité d'experts des Nations unies sur la gestion mondiale de l'information géospatiale (2011-2015)
- Ingrid Vanden Berghe, Géographe belge et nouveau co-président du Comité d'experts des Nations unies sur la gestion mondiale de l'information géospatiale (2022-)
- Paloma Merodio Gómez, Géographe mexicain et nouveau coprésident du Comité d'experts des Nations unies sur la gestion mondiale de l'information géospatiale (2022-)
- Fernand Bale, Géographe ivoirien et nouveau co-président du Comité d'experts des Nations unies sur la gestion mondiale de l'information géospatiale (2023-)[6]